# 椥辻駅

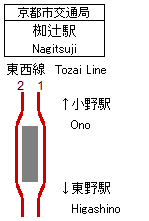
配線図

椥辻駅（なぎつじえき）は、京都府京都市山科区椥辻草海道町にある、京都市営地下鉄東西線の駅。駅番号はT05。

## 歴史

### 年表
- 1995年（平成7年）7月31日：駅建設工事が開始される。
- 1997年（平成9年）
  - 5月30日：駅施設の工事がすべて完成。
  - 10月12日：京都市営地下鉄東西線の醍醐駅 - 二条駅間の開通と同時に開業[1][2]。
- 2007年（平成19年）4月1日：ICカード「PiTaPa」の利用が可能となる[1]。

### 駅名の由来
当地にはナギ（梛）の大木があり、それを目印に村の位置を知り得た事から「椥」という国字を作って村名にしたことに由来する。

## 駅構造
1面2線の島式ホームがあり、ホームドアが設置されている。トイレは改札内奥。東西線は駅ごとにステーションカラーが制定されているが、当駅のステーションカラーは■秋桜色である。
地上への出入り口は西側の1番出入口と東側の２番出入口の2ヶ所あり、1番出入口にはエレベーター、2番出入口には上りのみエスカレーターが備わっている。

### のりば
| のりば | 路線   | 方向 | 行先                 |
| ------ | ------ | ---- | -------------------- |
| 1      | 東西線 | 下り | 山科・太秦天神川方面 |
| 2      | 東西線 | 上り | 醍醐・六地蔵方面     |

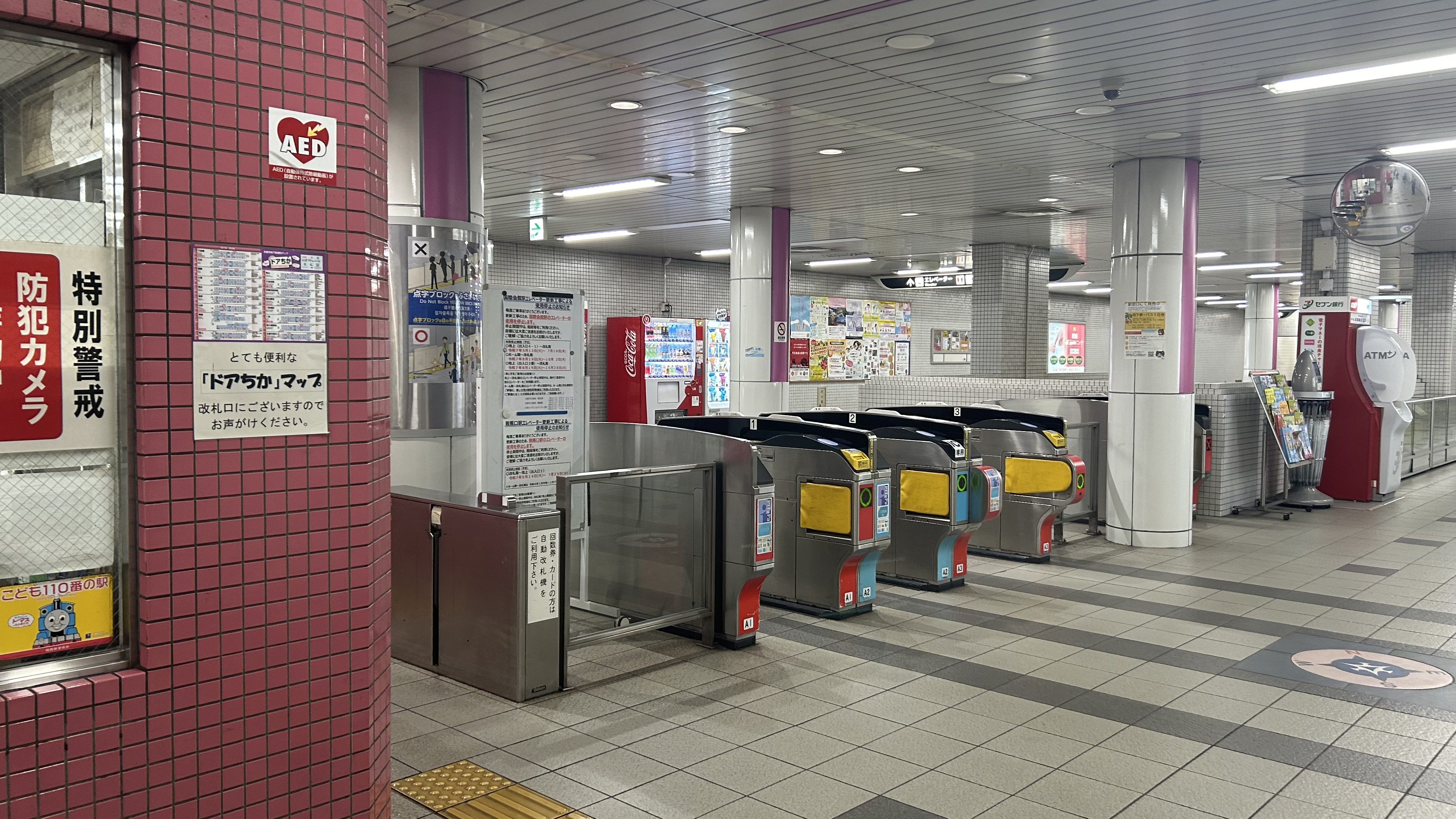
改札口
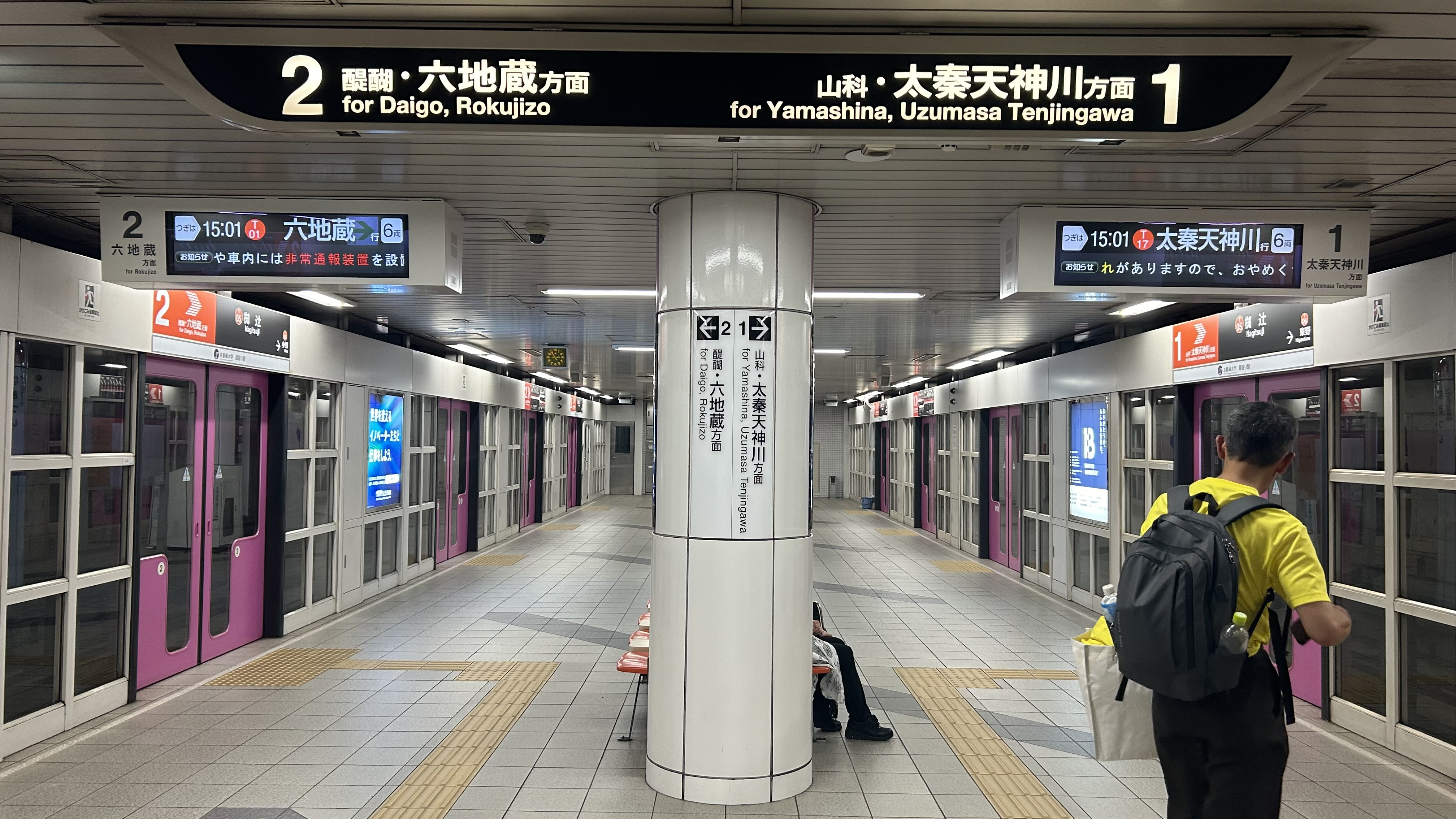
ホーム
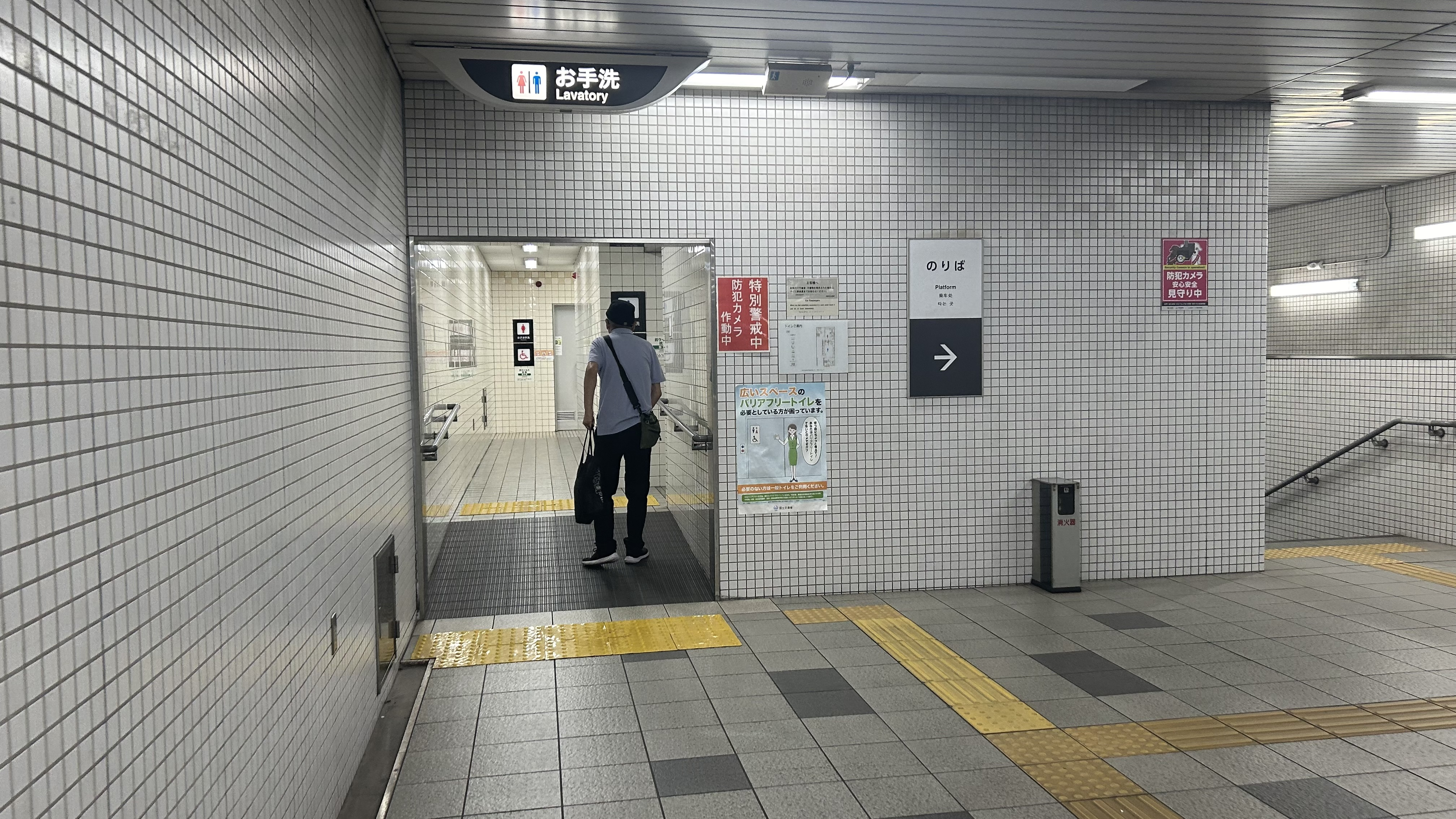
トイレ
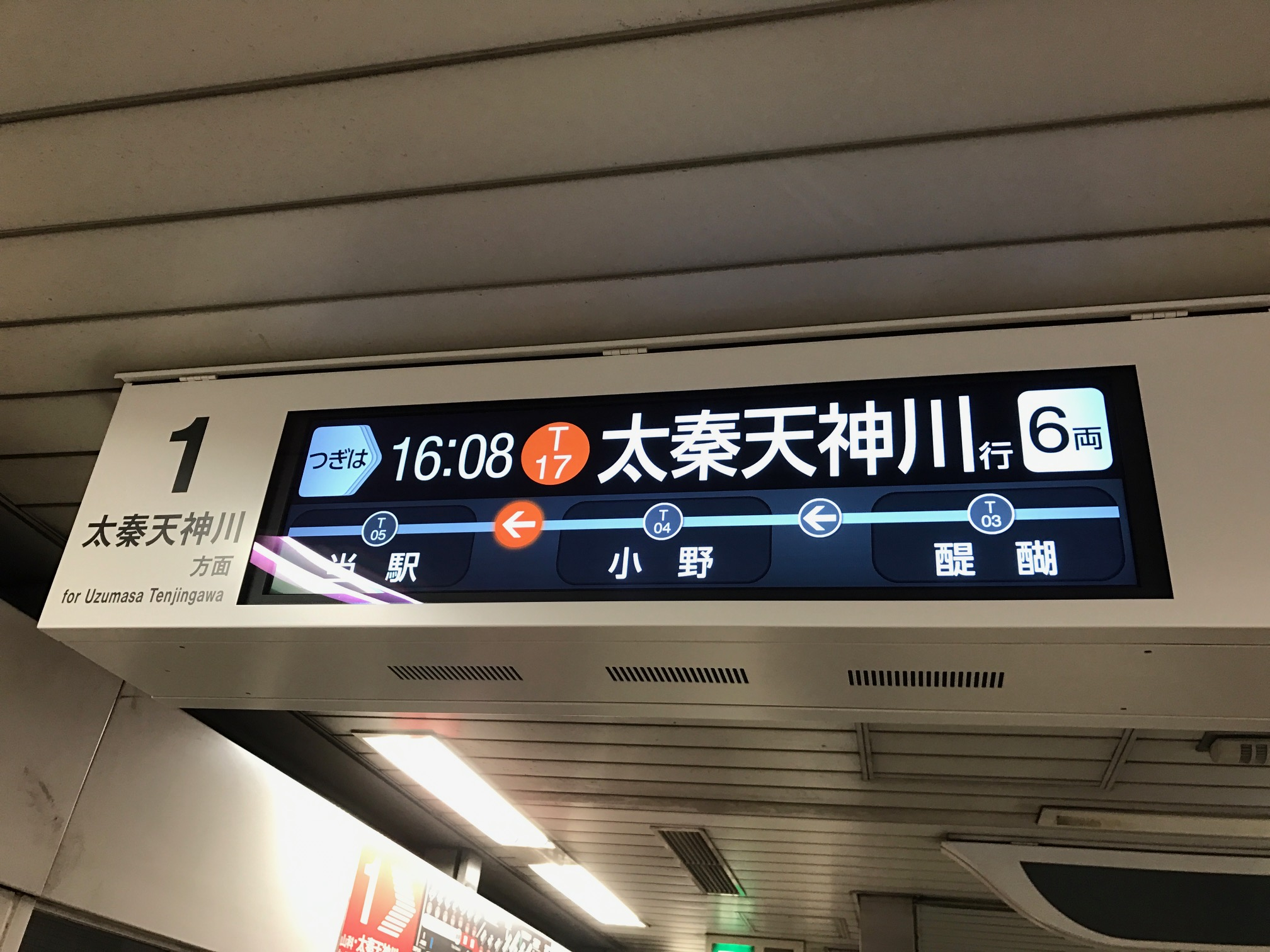
ホーム発車標（2017年1月）
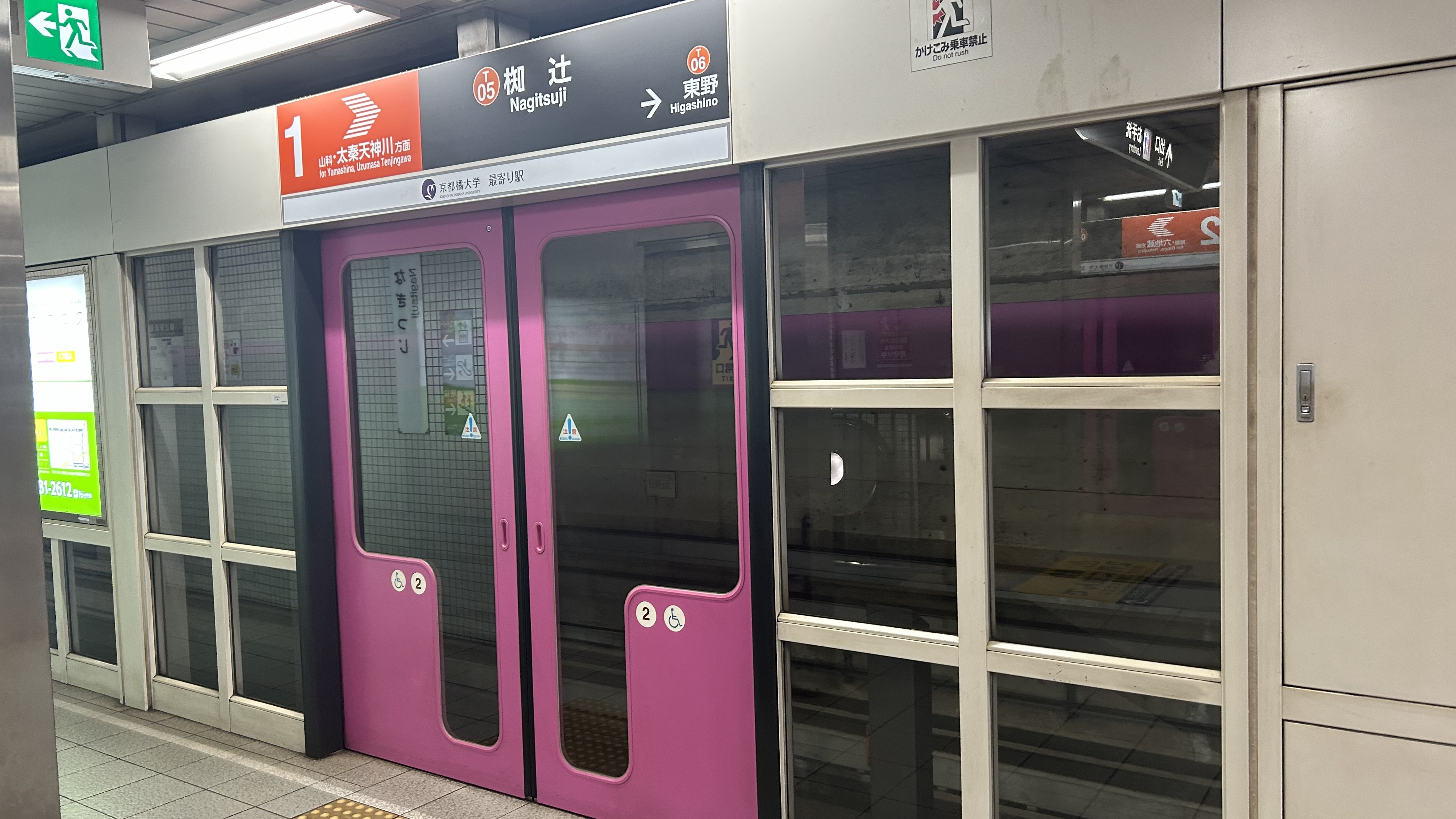
ホームドアと駅名標

### 出口
| 出口番号 | 方角 | 出口周辺                                             | 接続改札 | 備考             |
| -------- | ---- | ---------------------------------------------------- | -------- | ---------------- |
| 1        | 西   | 山科区総合庁舎・東野公園・椥辻交番・岩屋寺・大石神社 | 改札口   | エレベーターあり |
| 2        | 東   | 京都刑務所・京都橘大学                               | 改札口   |                  |

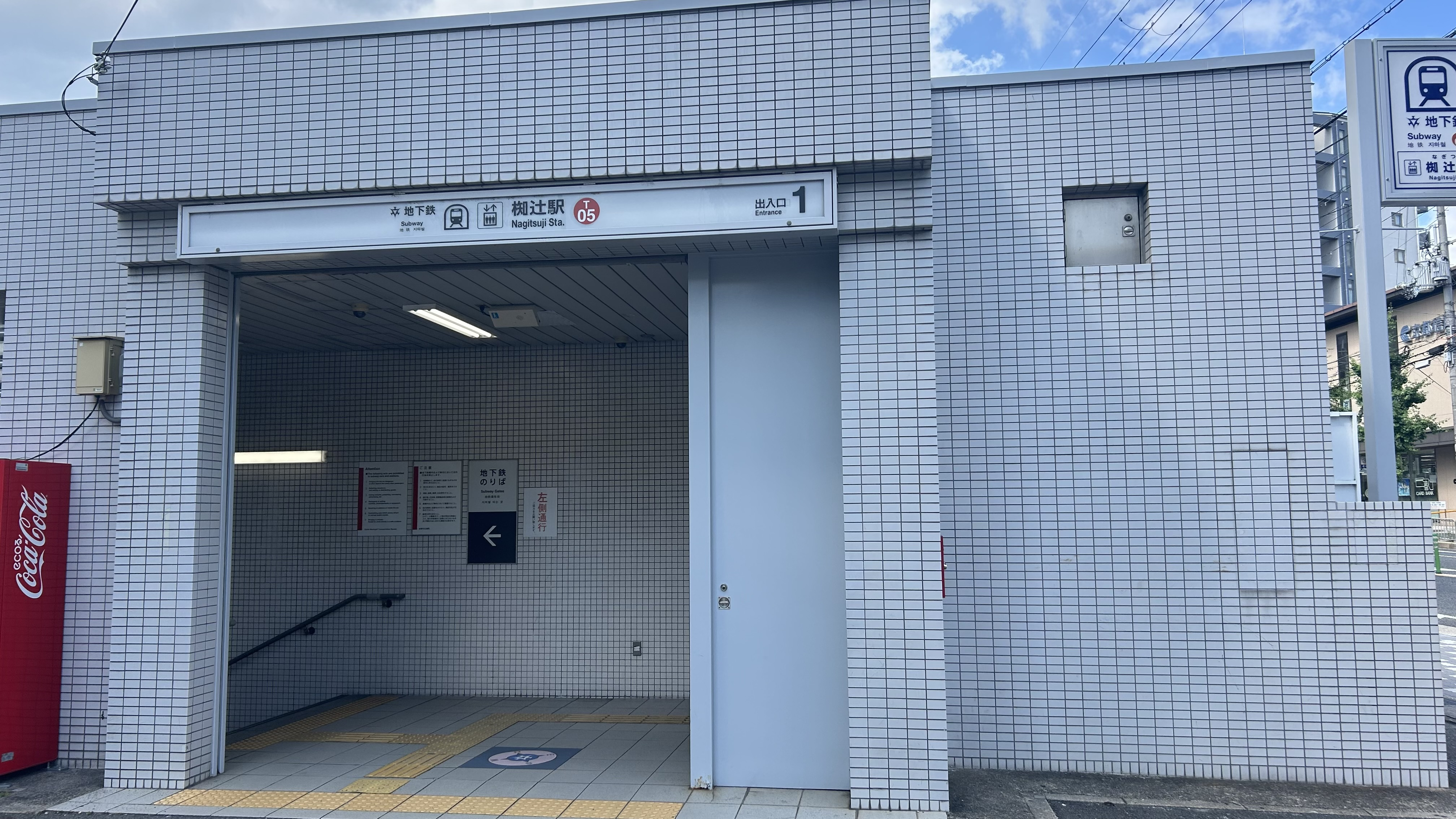
1番出入口
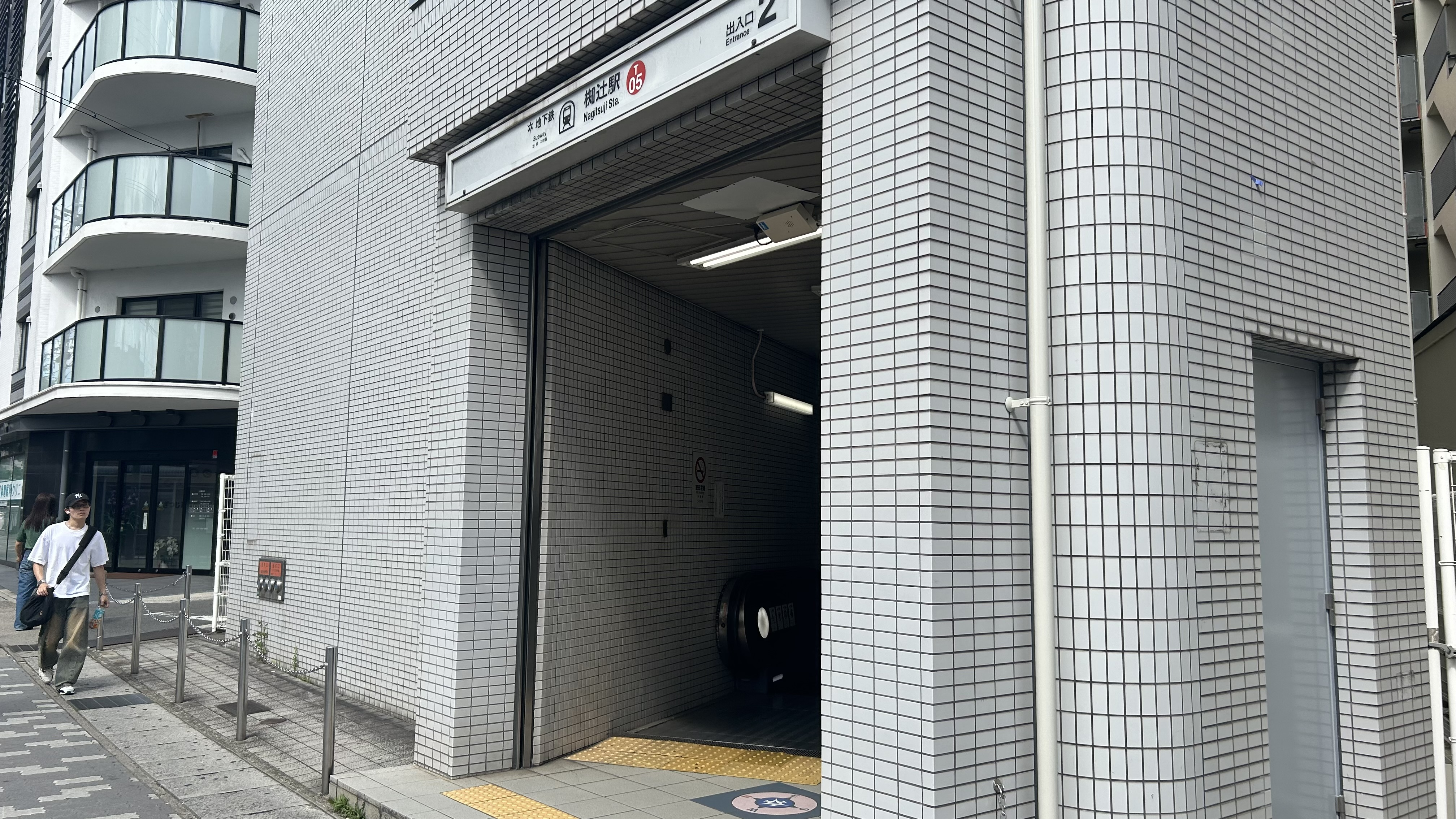
2番出入口

## 利用状況
2024年度の1日平均乗降人員は17,001人である。
1日平均乗車人員と1日平均乗降人員の推移は下記の通り。
駅の真上に山科区総合庁舎及び京都市山科区役所がある他、京都橘大学に鉄道で向かう場合の最寄り駅となるため、大学生の通学利用も多い。
| 年度   | 1日平均 乗車人員 | 1日平均 乗降人員 |
| ------ | ---------------- | ---------------- |
| 2003年 | 7,050            | 13,800           |
| 2004年 | 7,034            | 13,797           |
| 2005年 | 7,131            | 13,902           |
| 2006年 | 7,136            | 14,026           |
| 2007年 | 7,202            | 14,161           |
| 2008年 | 7,366            | 14,500           |
| 2009年 | 7,157            | 14,102           |
| 2010年 | 7,243            | 14,280           |
| 2011年 | 7,160            | 14,117           |
| 2012年 | 7,310            | 14,413           |
| 2013年 | 7,413            | 14,614           |
| 2014年 | 7,641            | 15,066           |
| 2015年 | 7,925            | 15,622           |
| 2016年 | 8,193            | 16,151           |
| 2017年 | 8,533            | 16,821           |
| 2018年 | 8,667            | 17,084           |
| 2019年 | 8,845            | 17,438           |
| 2020年 | 7,001            | 13,780           |
| 2021年 | 7,622            | 14,979           |
| 2022年 | 8,302            | 16,514           |
| 2023年 | 8,519            | 16,816           |
| 2024年 |                  | 17,001           |

## 駅周辺
- 山科区総合庁舎
  - 京都市山科区役所
- 椥辻こども園
- 京都市東部文化会館
- 京都刑務所
- 坂上田村麻呂墓（勧修小学校の北側）
- 西野山古墓（坂上田村麻呂の墓）
- 大石神社
- 京都橘大学
- 京都市立勧修小学校
- 京都外環状線
- 新十条通
  - 稲荷山トンネル山科出入口
- 醍醐街道
- 京阪バス山科営業所
- 岩屋神社
- なぎ辻病院
- イオンタウン山科椥辻 - グルメシティヒカリ屋山科店跡に建ったショッピングセンター。
- サンディ山科椥辻店
- MEGAドン・キホーテ 山科店
- 松のや椥辻店

### バス路線
- 京阪バス 椥辻駅バス停、山科総合庁舎バス停[7]

## 隣の駅
京都市営地下鉄
 東西線
小野駅 (T04) - 椥辻駅 (T05) - 東野駅 (T06)
- 括弧内は駅番号を示す。